# Gyrostroma sinuosum
Gyrostroma sinuosum är en svampart som beskrevs av Naumov 1914. Gyrostroma sinuosum ingår i släktet Gyrostroma, ordningen köttkärnsvampar, klassen Sordariomycetes, divisionen sporsäcksvampar och riket svampar.   Inga underarter finns listade i Catalogue of Life.